# Fabio Jacomelli
Fabio Jacomelli (Milano, 14 giugno 1966) è un fumettista italiano.
Dopo il diploma al liceo scientifico, frequenta la Scuola di Illustrazione e Fumetto del Castello Sforzesco. Inizia a lavorare per diverse agenzie di grafica nel ruolo di grafico free-lance e poi apre uno studio con l'amico Maurizio Gradin con l'intento di lavorare nel settore fumettistico. Cominciano la loro avventura professionale negli anni novanta sulla storica testata a fumetti Hammer.
Nel 1995 i due entrano nel team di disegnatori di Legs Weaver della Sergio Bonelli Editore, dove esordiscono sul numero 8 della serie regolare: il volume s'intitola Il potere della mente, è scritto da Michele Medda ed esce nel marzo 1996. Nel 1998 esordisce anche sulle pagine dell'annuale Agenzia Alfa sempre in coppia con Gradin e dal 2000 i due disegnatori iniziano a lavorare da solisti.
Jacomelli passa così sulle pagine di Nathan Never, apparendo per la prima volta su Venti di guerra, numero 132 scritto da Stefano Vietti e pubblicato nel giugno 2002. Nel frattempo continua a disegnare anche per Agenzia Alfa.